# Nemzeti Történeti Emlékpark
A Nemzeti Történeti Emlékpark szabadtéri néprajzi múzeum, skanzen és kirándulóhely, melyet 1982-ben hoztak létre a ma Csongrád-Csanád vármegyei Ópusztaszer külterületén. Legismertebb kiállított műve Feszty Árpád A magyarok bejövetele című körképe.
Az emlékpark főbejárata Ópusztaszer központjától szűk három, legdélebbi házaitól alig több mint egy kilométerre fekszik délkeleti irányban. A létesítmény közvetlenül a 4519-es útról érhető el, az 5-ös főút felől pedig kisteleki letéréssel, az 5411-es, majd Ópusztaszer központjától a 4519-es úton.

## A Rotunda

A Történeti Emlékpark térképe

A Rotundában található az Emlékpark fő attrakciójának számító Feszty-körkép. A 120 méter hosszú, 15 méter magas és 38 méter átmérőjű kört formázó panorámakép történelmünk 11 évszázaddal ezelőtti eseményének, a honfoglalásnak néhány elképzelt epizódját idézi fel. Feszty Árpádot több festőtársa segítette a két évig, 1892-től 1894-ig tartó alkotómunkában: a tájképi részleteket Mednyánszky László, a lovas csatajeleneteket Vágó Pál készítette.
A Rotundában több más állandó kiállítás is található, közte:
- A világ körképei, mely harmincnégy körképet mutat be a 19. századból, amikor a körképek virágkorukat élték;
- a Promenád ami a Monarchia fénykorának, a 19. század végének egy nagyvárosi és egy kisvárosi utcáját mutatja be üzletekkel, korhű ruhát viselő viaszfigurákkal;
- Szer monostora mely a park területén állt egykori monostort mutatja be a régészeti leletek segítségével

2013-ban kiállították az 1897-ben készült, lengyel tulajdonban lévő Erdélyi körkép megtalált részeit is.

## Külső kiállítások

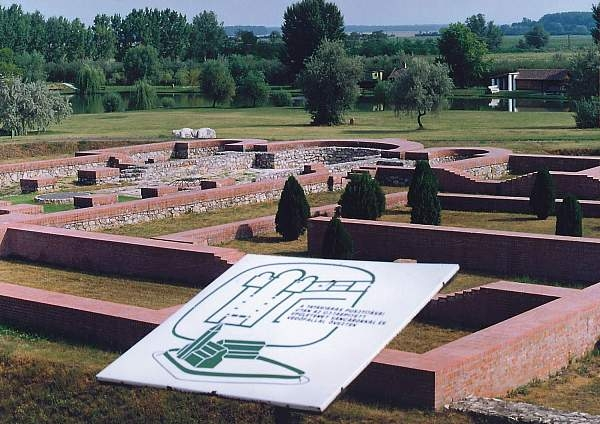
Szer monostora

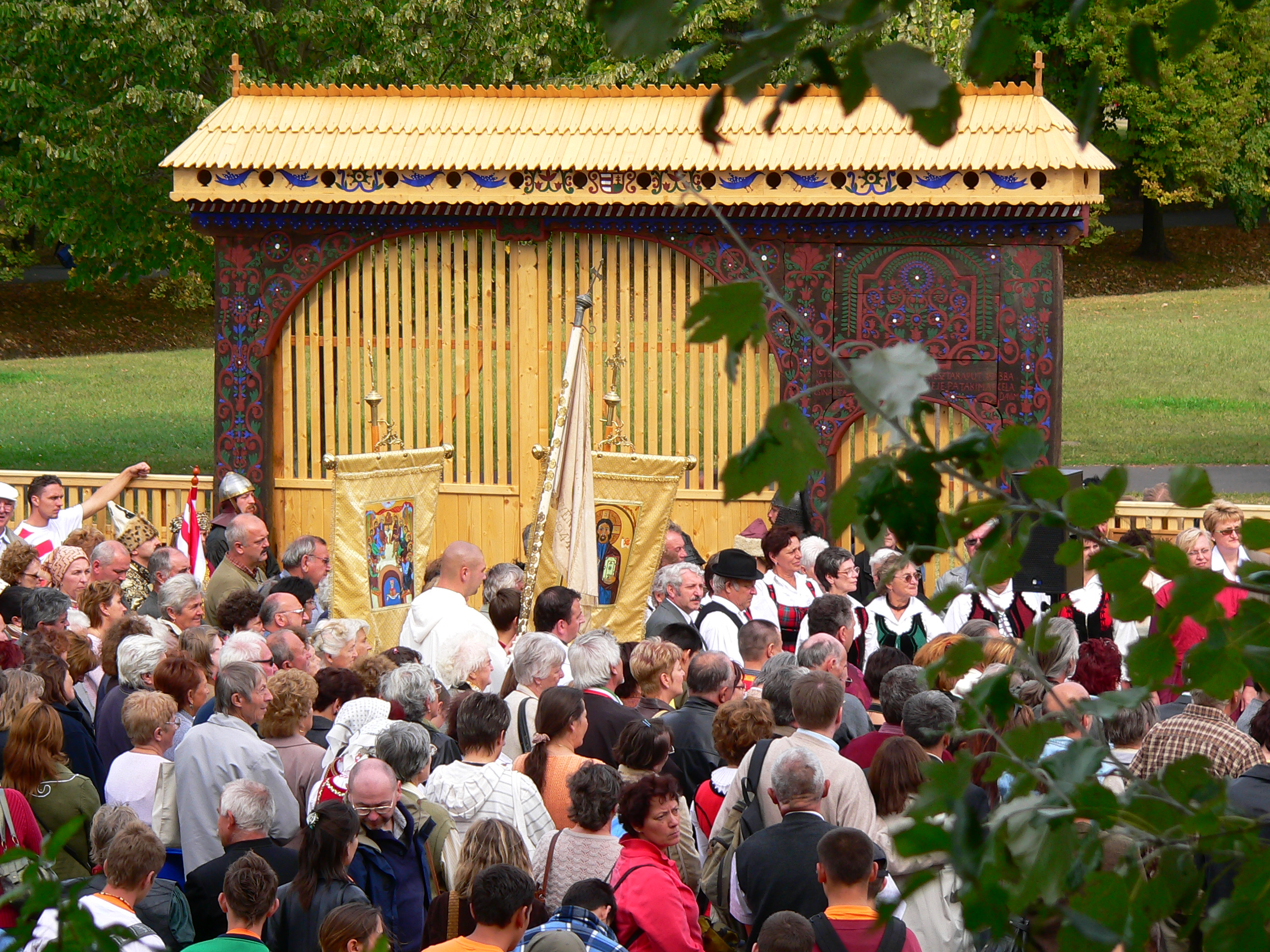
A "Szobori búcsú" az Emlékparkban (2008)

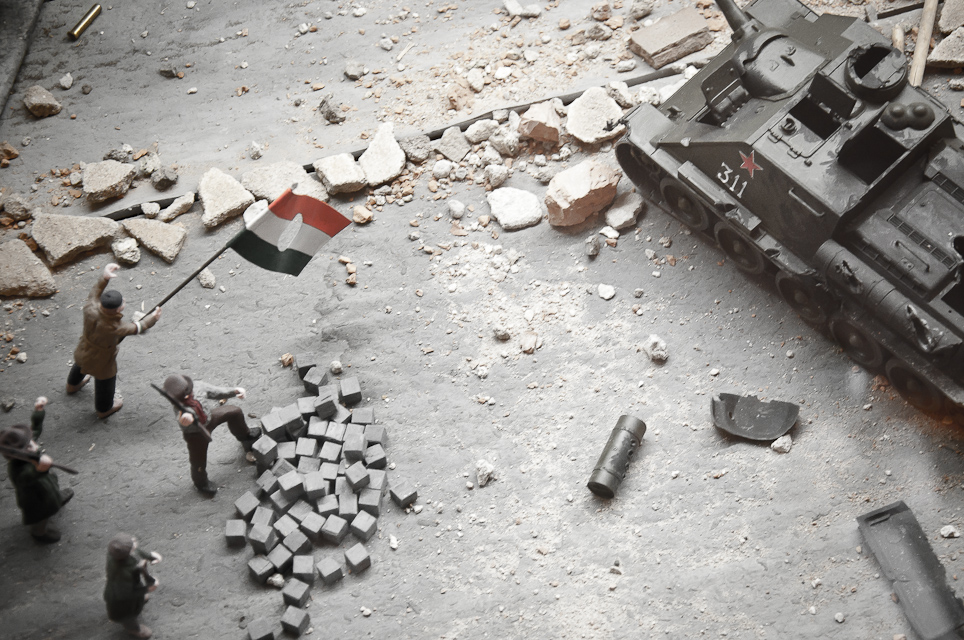
A koronás jurta egyik történelmi témájú diorámája, Corvin köz 1956

### Szabadtéri néprajzi gyűjtemény
A 'Szabadtéri néprajzi gyűjtemény' az ország skanzenjeinek egyike. 19 épületegyüttessel és három szabadtéri kiállítással rendelkezik, kialakítása 1978-ban kezdődött meg és azóta is tart. Az épületegyüttesek az ország különböző tájait mutatják be, a látogató betekinthet a 19. századi falvak és tanyavilág életébe, a különféle mesterségekbe, láthat iskolát, postát, szatócsboltot, szélmalmot, kisvasutat, pékműhelyt is. Itt tekinthető meg a kocsigyűjtemény és a mezőgazdasági gépek gyűjteménye.

### Erdő és ember kiállítás
Az 'Erdő és ember kiállítás' jurtára emlékeztető vörösfenyő pavilonban látható. A kiállítás erdő, fák és ember kapcsolatát mutatja be. A kultúrtörténeti kiállítás az országban egyedülálló. Vele szemben kis kéttornyú ökumenikus kápolna található.

### Nomád park
A 'nomád park' Eurázsia sztyeppéinek világát idézi fel, jurtákkal és téli szállásokkal. Itt lovasbemutatót is szoktak tartani.

### Vízügyi kiállítás
A 'vízügyi kiállítás' ember és víz kapcsolatát mutatja be, a tutajozásnak, a fafeldolgozásnak, hajóépítésnek és halászatnak állít emléket. Egy fény- és hangeffektusokkal ellátott makett segítségével az 1879-es szegedi nagy árvíz tanúi is lehetünk.
A romkert az 1970 óta tartó helyi ásatás eredményeit és a kolostor romjait mutatja be.
A koronás jurta szintén jurtára emlékeztető épület. Egy hatalmas, i. sz. 200 körül kikelt és 1956-ban elpusztult fa évgyűrűire a magyar történelem fontos évszámait vésték fel, magukat a történelmi eseményeket diorámák is bemutatják körülötte vitrinekben.
Több emlékmű is található a park területén: Árpád-emlékmű és Árpád-liget a honfoglalás emlékére; katonai emlékmű, mely több mint ezer év magyar csatáinak állít emléket; a Szegedi kapu, domborművekkel; az 1945-ös földosztás emlékműve; földműves-emlékmű; megyék emlékköve a megyék első országos gyűlése emlékére.
A park területén ezenkívül erdei tanösvény, erdei tornapálya és játszótér is található.

## Rendezvények
Az emlékpark számos rendezvénynek ad otthont évente. Húsvétkor a skanzenben a régi paraszti világ húsvéti hagyományait idézik fel. Májusban az innen nem messze született híres betyárnak, Rózsa Sándornak állít emléket a kétnapos Betyártoborzó. Itt rendezik meg évente az íjásztalálkozót is Kárpát-medence íjászai, valamint a motoros országgyűlést a motorosok. Júniusban zajlik Virágos Szent János ünnepe, a Nemzetközi Néptánc-találkozó, magyar és külföldi néptáncos csoportok részvételével. Augusztus 20-án a Szent István-napra kerül sor, ahol átadják Csongrád Megye Közgyűlésének Alkotói Díjait, és egész nap kulturális és folklór programok, vásárosok várják a látogatókat. Szintén augusztusban zajlik a dinnyenap, októberben a paprikanap. Az emlékpark ünnepéhez kapcsolódó szobori búcsú célja, hogy Szer üzenetét mind több ember ismerje és értse meg. A monostor romjai között tartott szentmisén adják át a Szer Üzenete díjat.

## Képgaléria

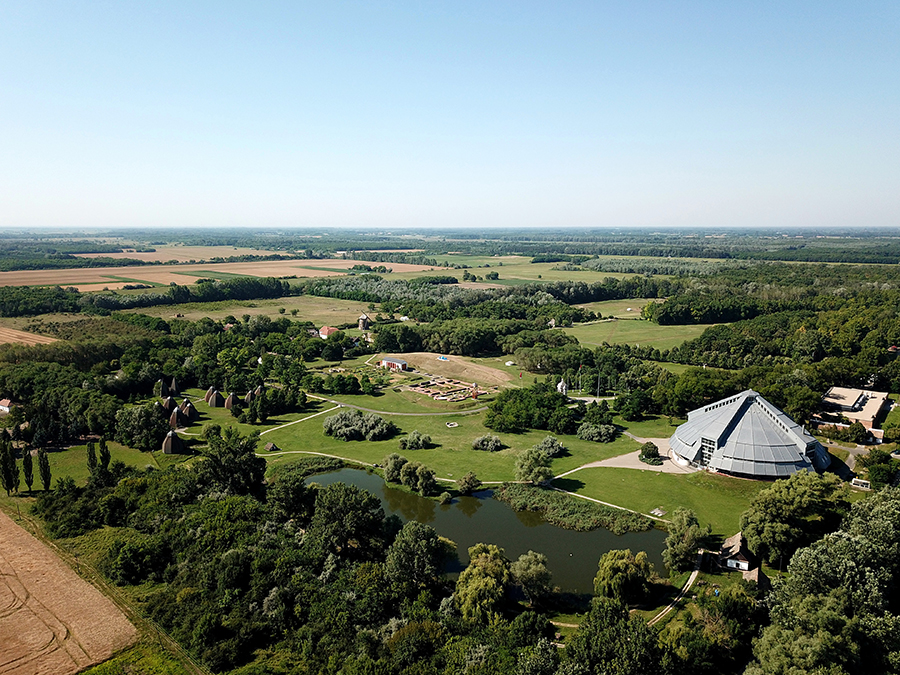
Erődített monostor - magasból fotózva (Ópusztaszer)
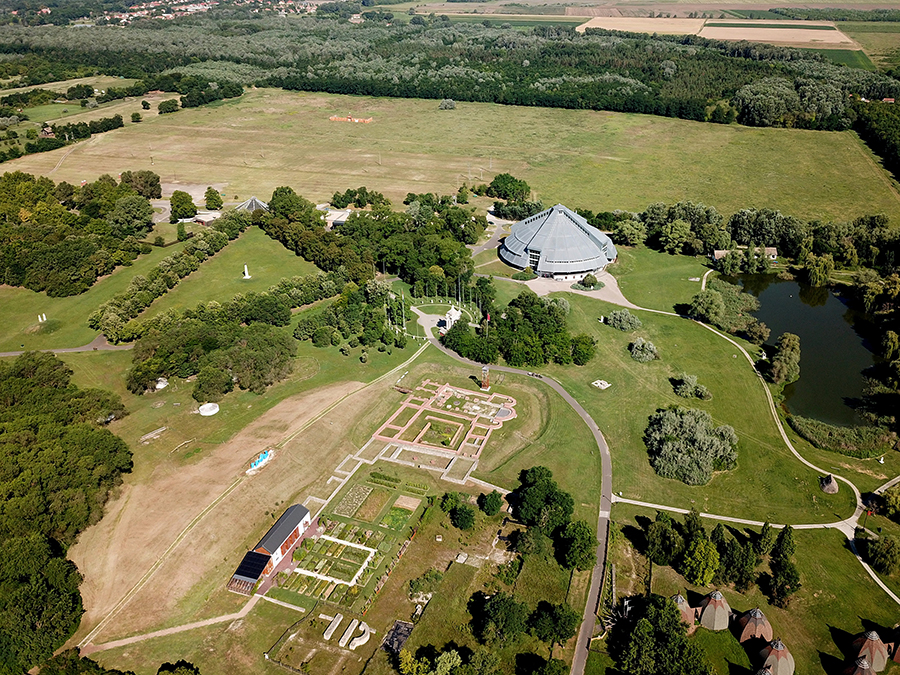
Erődített monostor - látkép madártávlatból (Ópusztaszer)
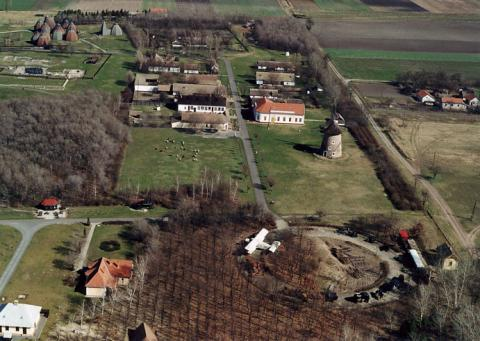
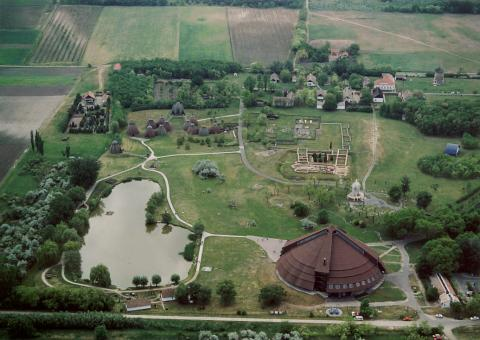
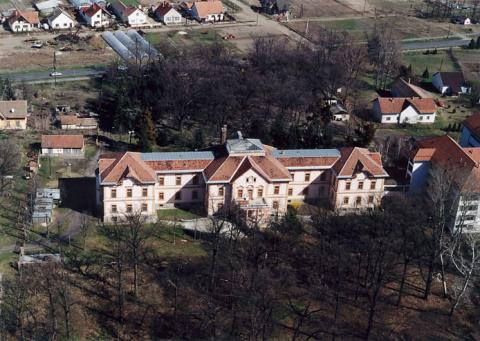
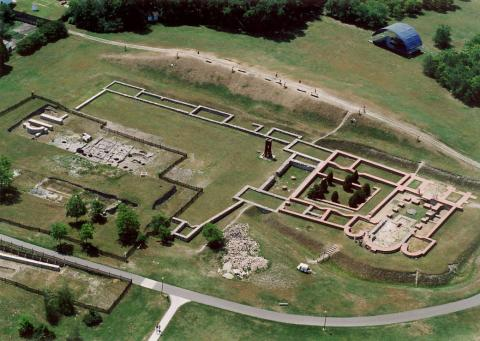
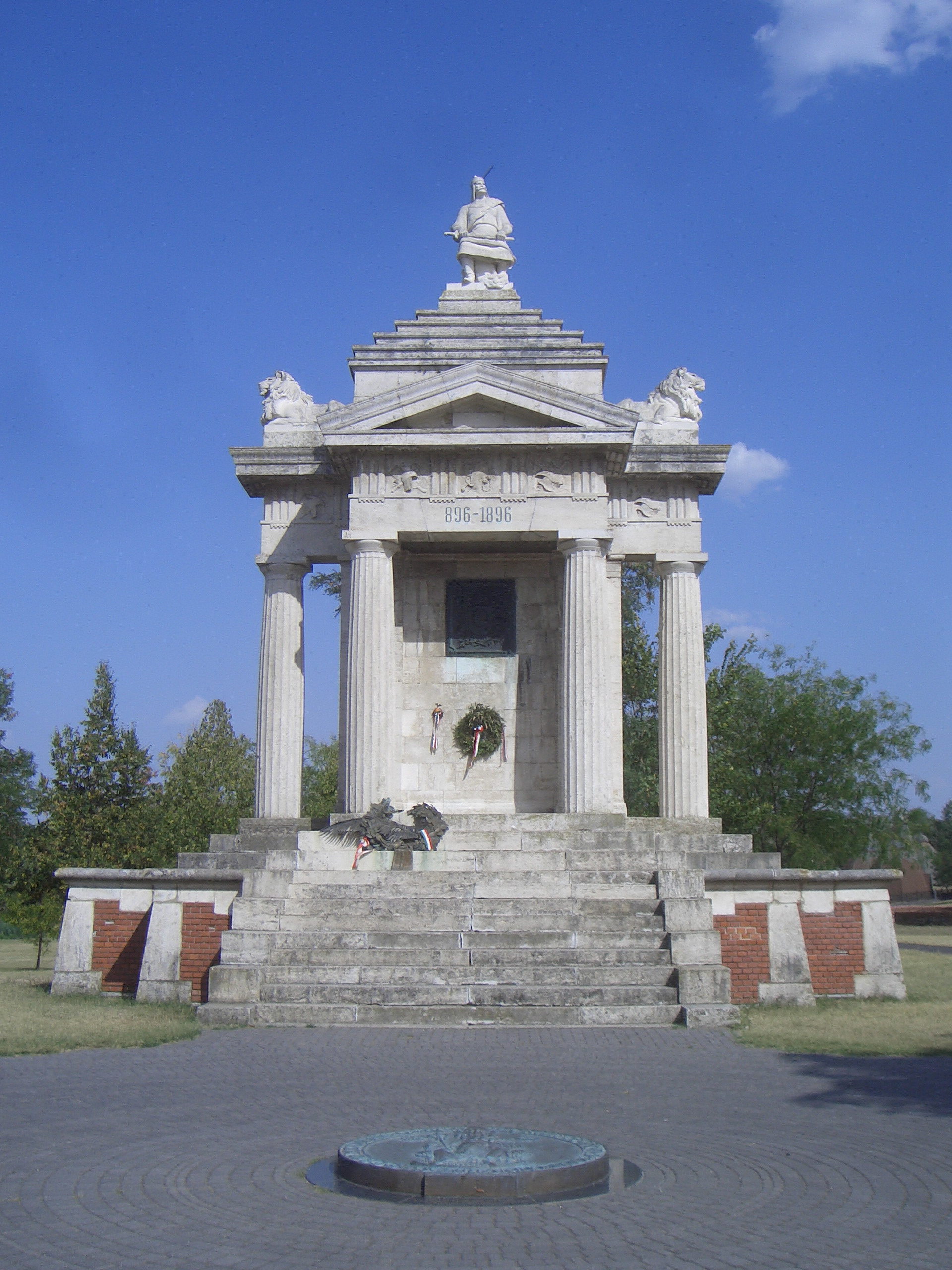
Árpád-emlékmű
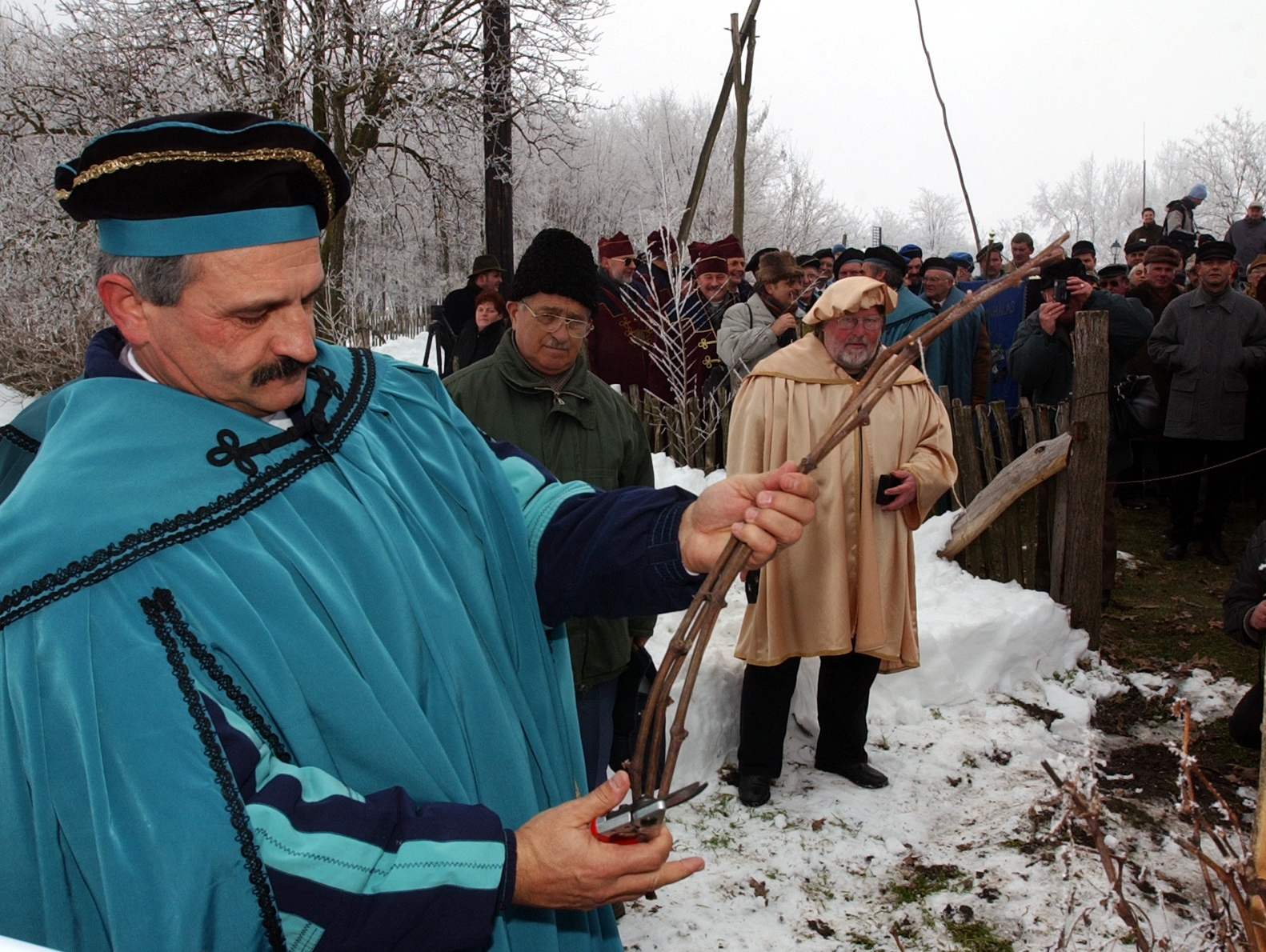
Január 22. Szent Vince nap, a Vince napi vesszővágás
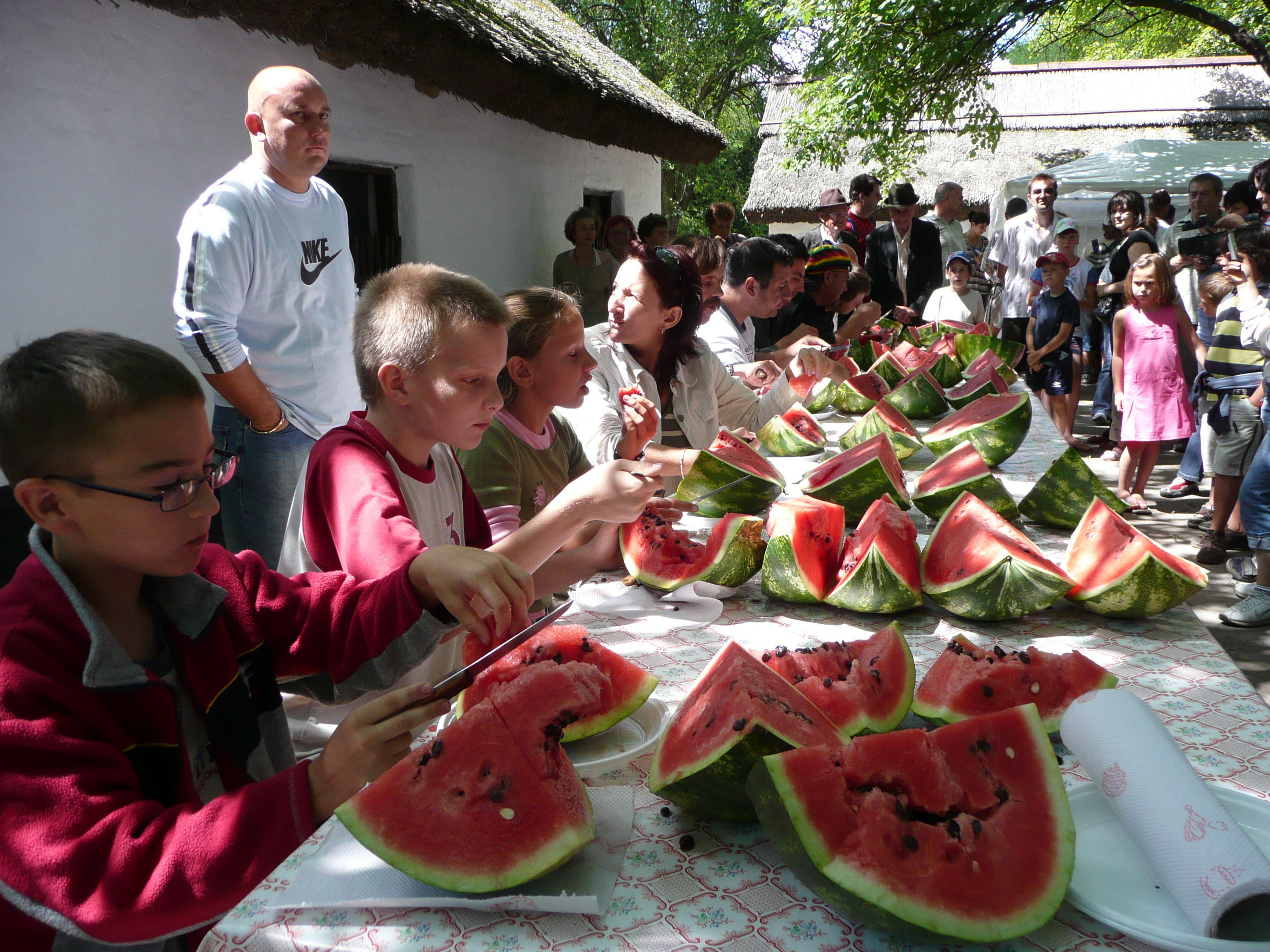
Dinnyenap (2008. augusztus 9.)